# Mascaraque

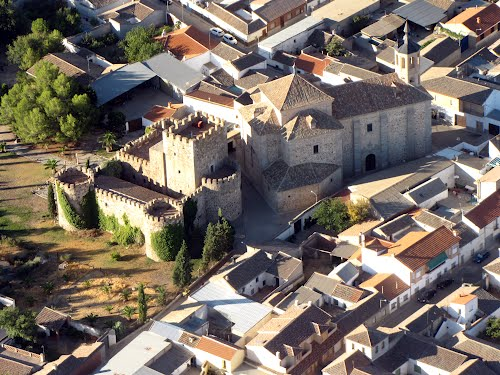
Château Juan de Padilla et église de Mascaraque.

Mascaraque est une commune d'Espagne de la province de Tolède dans la communauté autonome de Castille-La Manche.

## Géographie
La municipalité est située sur un plateau avec quelques collines dans la zone centrale de la province et au sud-est de Tolêde, Capitale de Castille-la Manche. Mascaraque appartient à la région des Montes de Toledo (district) et est voisine des municipalités de La Guardia au nord, Villamuelas au nord-est, Mora de Toledo au sud, Orgaz au sud-ouest et Villaminaya et Almonacid à l'ouest.
Par la ville passe la Route de Don Quichotte dans son itinéraire no 1: de Tolêde à San Clemente. À partir de Mascaraque il y a trois routes: Une vers La Guardia, autre vers Tembleque ou bien la derniêre vers Consuegra, fameuse par ses moulins a vent.

## Histoire
Mascaraque a des racines islamiques du temps de Califat de Córdoba. Au XIVe siècle fut construit le Château de Mascaraque, devenant plus tard, au XVIe siècle le palais de Juan De Padilla.
Pendant la guerre de l'indépendance, les archives urbaines ont brûlé, c’est ainsi que peu de dates sur la commune sont aujourd’hui obtenables.
Au XIVe siècle la commune pouvait s'opposer au Carlistes, puisqu'elle se défendait avec sa propre milice qui servait aussi à la défense de la reine Élisabeth II d'Espagne. Pendant l'invasion de l'armée de Basilio Garcia (1837–1838), Mascaraque était l'unique commune de la zone, qui refusait de donner des réserves a l'armée des Carlistes. C’est pourquoi le gouvernement permettait d‘ajouter aux armoiries la phrase : « No Temieron » (« Ils n'avaient pas peur »)

## Administration
| Période                                  | Période | Identité                | Étiquette | Qualité |
| ---------------------------------------- | ------- | ----------------------- | --------- | ------- |
| 2015                                     |         | Carolina Lázaro Manzano | PP        |         |
| Les données manquantes sont à compléter. |         |                         |           |         |

## Culture

### Monuments
- Château Juan de Padilla de Mascaraque, construit au XIVe siècle. Ruiné par les guerres, il a été acheté par José Manuel Sierra Frade et reconstruit complètement entre 1980-85
- Église de Santa María Magdalena : XVIIIe siècle, contient une œuvre de Juan Correa de Vivar
- Ermita de Los Cristos : petite chapelle. Aujourd'hui elle conserve quelques reproductions de peintures de Juan Correa de Vivar

### Personnalités du lieu
- Pedro López de Padilla : maire de Toledo au début du XVIe siècle ; fils de Sancho de Padilla (entrepreneur du château Mascaraque) et père de Juan de Padilla (1490-1521).
- Ana de Sande y Padilla (1610-1659) : première duchesse d'Abrantes, deuxième marquise de Valdefuentes
- Juan Correa de Vivar[2] (1510?-1566): peintre de la renaissance.
- Pablo Manzano Arellano (1855-1949) : peintre
- José Manuel Sierra Frade : a fait la reconstruction du Château comme nouveau propriétaire au 1980
- Faustino Lara Ibáñez (courant) : Romancier contemporain
- María de Gracia Peralta Martín (courant) : poète contemporaine
- Daniel Garbade (1957-) : artiste suisse, installé à Mascaraque depuis 1987, sculpteur de la tombe de Bakounin. Cofondateur du Signos
- Javier Vallhonrat Guezzi [3](1953- : Prix national de la photographie, a vécu à Mascaraque jusqu'en 1987